# Günther-Peill-Stiftung
Die Günther-Peill-Stiftung ist eine Kunst- und Kulturstiftung in Düren.

## Allgemeines
Die Stiftung wurde von der Kunstsammlerin Carola Peill (1907–1992) ins Leben gerufen, die gemeinsam mit ihrem Ehemann, dem Dürener Glas-Fabrikanten Günther Peill (1908–1974), in den 1950er und 1960er Jahren eine Sammlung von Werken überwiegend der Klassischen Moderne zusammengetragen hatte.
Das Ehepaar unterstützte in den 1950er Jahren kontinuierlich den Maler Ernst Wilhelm Nay. Den Hauptteil ihrer Sammlung mit Werken u. a. von Max Beckmann, Max Ernst, Alexej von Jawlensky, Ernst Ludwig Kirchner und Ernst Wilhelm Nay vermachte Carola Peill – zwei Jahre nach dem Tod ihres Mannes – 1976 dem Museum Ludwig sowie dem Wallraf-Richartz-Museum in Köln. Für diese Schenkung wurde sie mit der Jabach-Medaille geehrt. Weitere Werke befinden sich im Leopold-Hoesch-Museum.
In Düren gründete Carola Peill 1986 die Stiftung in Erinnerung an ihren 1974 verstorbenen Ehemann als selbstständige Stiftung mit Sitz am Leopold-Hoesch-Museum Düren. Die Stiftung vergibt Peill-Stipendien an Nachwuchskünstler und verleiht den Peill-Preis an anerkannte Künstler, deren Werke für die zeitgenössische Kunst wichtige Impulse gesetzt haben. Darüber hinaus hat die Stiftung in erheblichem Umfang zur Finanzierung des „Peill-Forum“ als Erweiterungsbau für das Leopold-Hoesch-Museum in Düren beigetragen.

## Peill-Stipendien
Die Stiftung vergibt seit 1987 Förderstipendien an Nachwuchskünstler. Das Förderstipendium wird als monatliche Unterstützung über zwei Jahre ausgezahlt. Der Stipendiat erhält eine Ausstellung im Leopold-Hoesch-Museum Düren und eine Publikation.

## Stipendiaten
- 1987–1989 Günther Beckers, Astrid Feuser, Silke Leverkühne, Volker Saul
- 1989–1991 Christa Feuerberg, Bertram Jesdinsky, Matthias Kunkler, Ulrich Wagner
- 1992–1994 Martin Assig, Michael Denkler, Dirk Skreber
- 1994–1996 Leni Hoffmann, Hendrik Krawen
- 1996–1998 Maix Mayer, Yana Milev, Andreas Sansoni
- 1998–2000 Stefan Sous, Cosima von Bonin, Uli Winters
- 2001–2003 Franz Burkhardt, Henrik Olesen, Manfred Pernice
- 2005–2006 Andrea Faciu, Kora Jünger
- 2008–2010 Sven Johne, Michael Sailstorfer
- 2010–2012 Özlem Altin, Bojan Šarčević
- 2012–2014 Vaast Colson, Andreas Fischer
- 2014–2016 Robert Elfgen, Rana Hamadeh
- 2016–2018 Paul Sochacki, Raphaela Vogel
- 2018–2020 Kasia Fudakowski, Pakui Hardware
- 2020–2022 Alexis Gautier, Britta Thie
- 2022–2024 Silvia Martes, Andrzej Steinbach

## Peill-Preisträger
Seit 1996 vergibt die Stiftung den Peill-Preis. Der Preis wird alle zwei bis drei Jahre an einen Künstler vergeben, dessen Werk der zeitgenössischen Kunst wichtige Impulse liefert und von dauerhaftem Bestand ist. Der Preisträger wird mit einer Ausstellung im Leopold-Hoesch-Museum geehrt.
- 1996 Thomas Schütte
- 1998 Rosemarie Trockel
- 2000 Peter Fischli und David Weiss
- 2003 Jimmie Durham
- 2006 Tamara Grcic
- 2008 Gregor Schneider
- 2010 David Claerbout
- 2012 Saâdane Afif
- 2014 Haris Epaminonda
- 2018 Alice Creischer
- 2020 Kerstin Brätsch
- 2022 Jana Euler

## Peill-Forum
Die Günther-Peill-Stiftung förderte einen Erweiterungsbau für das Leopold-Hoesch-Museum mit 40 % der Bausumme von ca. 6 Mio. €. Durch die Erweiterung wurde die Ausstellungsfläche des Museums mehr als verdoppelt und mit Klimatisierung, modernen Sicherheitseinrichtungen etc. grundlegend modernisiert. Der Erweiterungsbau wurde als „Peill-Forum“  im Juni 2010 feierlich eröffnet.

## Vorstand
- Anja Dorn
- Eberhard Peill (Vorsitzender)
- Aurel Scheibler

## Ausstellungen (Auswahl)
- Kerstin Brätsch: Sein, 25. September 2022 – 8. Januar 2023.
- Alexis Gautier: Burning the Plot, 25. September 2022 – 8. Januar 2023.
- Britta Thie: In Development, 25. September 2022 – 8. Januar 2023.
- Alice Creischer: Komm, wir gehen in die Wälder, 2. Mai – 8. August 2021.
- Kasia Fudakowski: Türen, 2. Mai – 8. August 2021.
- Pakui Hardware: Shapeshifter, 2. Mai – 8. August 2021.
- Paul Sochacki: Gurbet, 23. September – 25. November 2018.
- Raphaela Vogel: Il mondo in cui vivo, 23. September – 25. November 2018.
- Günther-Peill-Stiftung 1986–2016, 4. September – 20. November 2016.
- Haris Epaminonda: Vol. XVIII, 4. September – 20. November 2016.
- Robert Elfgen: Strandspaziergang, 4. September – 20. November 2016.
- Rana Hamadeh: The Sleepwalkers, 4. September – 20. November 2016.
- Saâdane Afif: Ici, 29. Mai – 23. November 2014.
- Vaast Colson: Containers & Acoustics, 7. September – 23. November 2014.
- Andreas Fischer: Breaking Bad by Baking Bread, 7. September – 23. November 2014.
- David Claerbout, 9. September – 25. November 2012.
- Özlem Altin: Rhythm of Resemblance, 9. September – 25. November 2012.
- Bojan Šarčević: Rhombic Oath, 9. September – 25. November 2012.
- Sammlung Günther und Carola Peill, 27. Juni – 15. August 2010.
- Gregor Schneider: Marienstraße, 27. Juni – 15. August 2010.
- Sven Johne: Winter / Badende, 27. Juni – 15. August 2010.
- Michael Sailstorfer: Schwarzwald, 27. Juni – 15. August 2010.

## Publikationen (Auswahl)
- Thomas Deecke (Hrsg.): Leben mit der Kunst: Günther und Carola Peill. Nicolai-Verlag, Berlin 2010, ISBN 978-3-89479-599-3. (mit Beiträgen von Christiane Vielhaber, Dorothea Eimert, Thomas Deecke, Wulf Herzogenrath, Erwin H. Zanders, Michael Erlhoff, Beate Manske, René Stolz, Eberhard Peill, Peter Kulka)
- Irmgard Gerhards (Hrsg.): Carola Peill zu Ehren. Wienand, Köln 1993, ISBN 3-925955-23-2. (mit Beiträgen von Dorothea Eimert, Carola Peill, Karl Ruhrberg, Thomas Deecke, Dieter Ronte, Elisabeth Nay-Scheibler, Christiane Vielhaber)
- Ernst Wilhelm Nay : Das druckgraphische Werk aus der Sammlung Günter und Carola Peill. Düren/Köln 1987, OCLC 18380502. (Texte: Elisabeth Nay-Scheibler, Horst Tüselmann, Dorothea Eimert, Karlheinz Gabler)
- Kasia Fudakowski: The Roll of the Artist. Strzelecki Books, Köln 2021, ISBN 978-3-946770-76-3.
- Pakui Hardware: Shape Shifters. Strzelecki Books, Köln 2021, ISBN 978-3-946770-77-0.
- Paul Sochacki: Gurbet. Strzelecki Books, Köln 2019, ISBN 978-3-946770-42-8.
- Robert Elfgen: Are you in or out? Strzelecki Books, Köln 2016, ISBN 978-3-946770-01-5.
- Rana Hamadeh: The Sleepwalkers. Strzelecki Books, Köln 2016, ISBN 978-3-946770-03-9.
- Saâdane Afif: Ici / Là-bas. Spector Books, Leipzig 2016, ISBN 978-3-95905-069-2.
- Andreas Fischer: Breaking Bad by Baking Bread. Nicolai-Verlag, Berlin 2015, ISBN 978-3-89479-865-9.
- Vaast Colson: Containers & Acoustics. We're in it together, you're in it alone. Nicolai-Verlag, Berlin 2014, ISBN 978-3-89479-864-2.
- Özlem Altin: Confusion between the animate and inanimate. Nicolai-Verlag, Berlin 2012, ISBN 978-3-89479-758-4.
- David Claerbout: Sunrise Portfolio. Nicolai-Verlag, Berlin 2012, ISBN 978-3-89479-759-1.
- Bojan Šarčević: Rhombic Oath. Nicolai-Verlag, Berlin 2012, ISBN 978-3-89479-760-7.
- Sven Johne: Winter, Badende. Nicolai-Verlag, Berlin 2010, ISBN 978-3-89479-633-4.
- Michael Sailstorfer: Schwarzwald.  Nicolai-Verlag, Berlin 2010, ISBN 978-3-89479-634-1.
- Gregor Schneider: Marienstrasse. Nicolai-Verlag, Berlin 2010, ISBN 978-3-89479-635-8.
- Manfred Pernice: Rückriem/Böll-Peilung Andere &. Nicolai-Verlag, Berlin 2008, ISBN 978-3-89479-414-9. (mit Beiträgen von Dorothea Eimert, Klaus Gölz, Barbara Hess)
- Kora Jünger: World’s Saddest Songs. Nicolai-Verlag, Berlin 2007, ISBN 978-3-89479-418-7. (Texte: Britta Lange, Christine Lemke)
- Lebe im Verborgenen. Zeichnungen von Franz Burkhardt. Texte: Dorothea Eimert, Lutz Rohs. Nicolai-Verlag, berlin 2007, ISBN 978-3-89479-406-4.
- Tamara Grcic. Revolver Verlag, Frankfurt 2007, ISBN 978-3-86588-334-6. (Interview: Tamara Grcic/Beatrice von Bismarck)
- Jimmie Durham: Semi-specific-Objects. Düren 2003, ISBN 3-925955-44-5. (Texte: Dorothea Eimert, Thomas Deecke, Jimmie Durham, Joachim Geil)
- Rosemarie Trockel: Paare. Düren 1998, ISBN 3-925955-32-1. (Texte B.Linke, Noemi Smolik, M. Steinweg, Dorothea Eimert)
- Leni Hoffmann: Ubik. Cantz, 1997, ISBN 3-89322-337-1.
- Dirk Skreber. 1997.
- Bertram Jesdinsky. Retrospektive. Texte: Stephan von Wiese, F. Frangenberg, Dorothea Eimert. Düren und Düsseldorf 1997.
- Hendrik Krawen: Lexicon Discothek Bon. Texte: Christiane Vielhaber, Dorothea Eimert, Düren 1996, ISBN 3-925955-30-5.
- Thomas Schütte: Skizzen und Geschichten. Texte: Luise Horn, Friedrich Meschede, Jürgen Weichhardt, Dorothea Eimert. 1995.
- Bertram Jesdinsky: Album No. 2. Texte: Claus Bach, Dorothea Eimert. Düren und Köln 1991.
- Ulrich Wagner : Zeichen. Düren u. a. 1991, ISBN 3-925955-18-6. (Text: S.D.Sauerbier)

Quelle: